# Eduard Antonijevič
Eduard Antonijevič (Liubliana, Eslovenia; 24 de diciembre de 1902-Hot Springs (Arkansas), Estados Unidos; 4 de enero de 1960) fue un gimnasta artístico yugoslavo, medallista de bronce olímpico en Ámsterdam 1928 en el concurso por equipos.

## Carrera deportiva
En las Olimpiadas celebradas en Ámsterdam en 1928 gana medalla de bronce en el concurso por equipos, tras los suizos y los checoslovacos, siendo sus compañeros de equipo: Dragutin Cioti, Stane Derganc, Boris Gregorka, Anton Malej, Ivan Porenta, Josip Primožič y Leon Štukelj.